# Base aérienne de Savasleïka
La base aérienne de Savasleïka (en russe : Саваслейка) est une base des forces aériennes russes. Elle est située dans l'oblast de Nijni Novgorod.

## Historique
La base est dans le village de Savasleïka de l'okroug urbain Koulebakski, coincé entre les villes de Vyksa (16 km), Koulebaki (10 km) et Navachino (10 km). Elle est créée comme Centre d'applications de combat et formation du personnel de l'aviation de la défense aérienne.

En 1958, un Tu-104 après un atterrissage d'urgence.
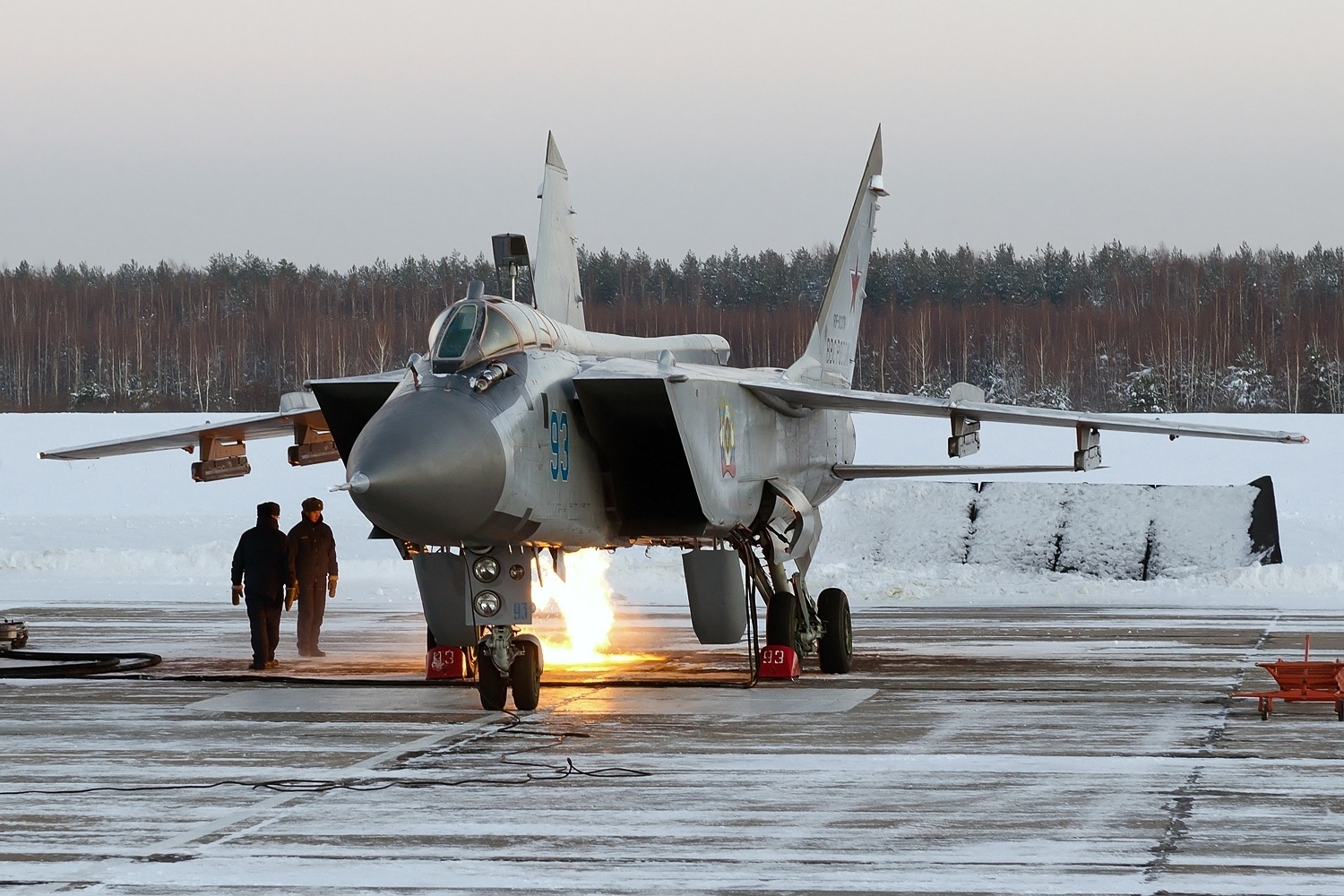
Un MiG-31 en 2013 sur la piste.

Des MiG-31 y sont localisés.
Lors de la guerre russo-ukrainenne, le 14 août 2024, une attaque de drones aurait atteint la base (située à 650 km de la frontière) où des explosions auraient été entendues, selon le Service de sécurité d'Ukraine et des sources Telegram en Russie,.
Le 9 juin 2025, l'état-major général des forces armées ukrainiennes annonce avoir touché par une attaque deux avions sur l'aérodrome.